# Bres
Bres lub Bres mac Ealathain – mityczny król Irlandii w latach 1213-1206 p.n.e. Syn Elathy z ludu Fomorian.
W pierwszej bitwie na Mag Tured (Moytura) Nuada, król ludu Tuatha Dé Danann stracił rękę. Pomimo że zwyciężył w niej Fir Bolgów, został złożony z tronu z powodu kalectwa uniemożliwiającego mu sprawowanie władzy. Jego miejsce zajął Bres, król Fomorian, który połączył oba ludy pod swą władzę. Brigid z ludu Dananian została wówczas jego żoną. Dananianie nie byli jednak zadowoleni z nowego króla. Bowiem gdy wracali z uczt organizowanych na dworze, „noże ich nie były zatłuszczone od mięsiwa, oddech ich piwem nie woniał”. Nie patronował jak należy ich poetom i grajkom. Dananianie postanowili wówczas doprawić Nuadzie srebrną dłoń. Bres z tego powodu został wygnany po siedmiu latach rządów. Nuada poprowadził swój lud do walki z Fomorianami, wydając im drugą bitwę na Mag Tured. Fomorianie zostali w niej pokonani. Bres został ochroniony przez Luga Długorękiego, gdyż obiecał nauczyć Dananian sztuki rolnictwa.
Został sportretowany, jako piękny z wyglądu, jednak szorstki i niegościnny. Wiersz dindsenchas chwali Bresa, jako „uprzejmego” i „szlachetnego” charakteru oraz nazywa go „kwiatem” ludu Tuatha Dé Danann. Opowiedział także o jego śmierci z ręki Luga Długorękiego. Ten postanowił wykonać trzysta drewnianych krów i napełnić je gorzkim, toksycznym czerwonym płynem, który „wydojono” do wiader. Zaoferowano wówczas Bresowi, by wypił to. Ten, będąc zobowiązany do gościnności, wypił bez drgnięcia powieki i zmarł.